# Čamara
Čamara je druh pánského kabátu. Černá čamara se nosila při slavnostních událostech, v českých zemích hlavně v 2. polovině 19. století jako symbol příslušnosti ke slovanstvu a vlastenectví. Původ čamary je v Polsku, kde byla součástí oděvu (czamara). 

## Vzhled
Čamara má černou barvu, stojatý límec a zapíná se řadou knoflíků a šňůrek. Tento kabát je delšího střihu.

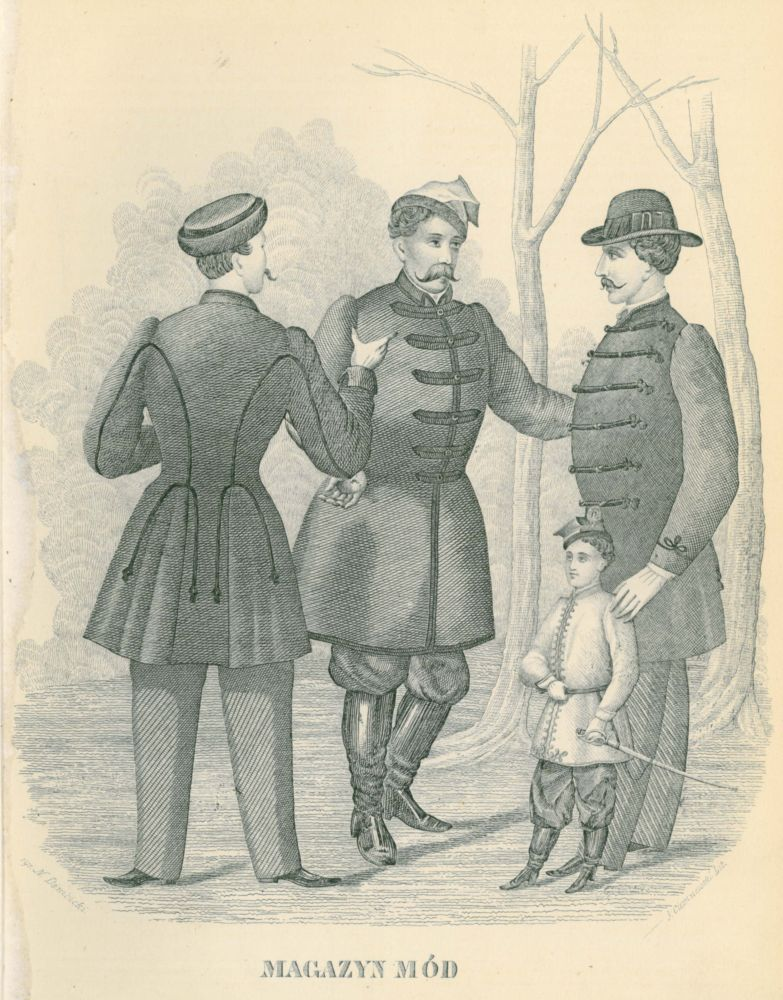
Muži v čamarách
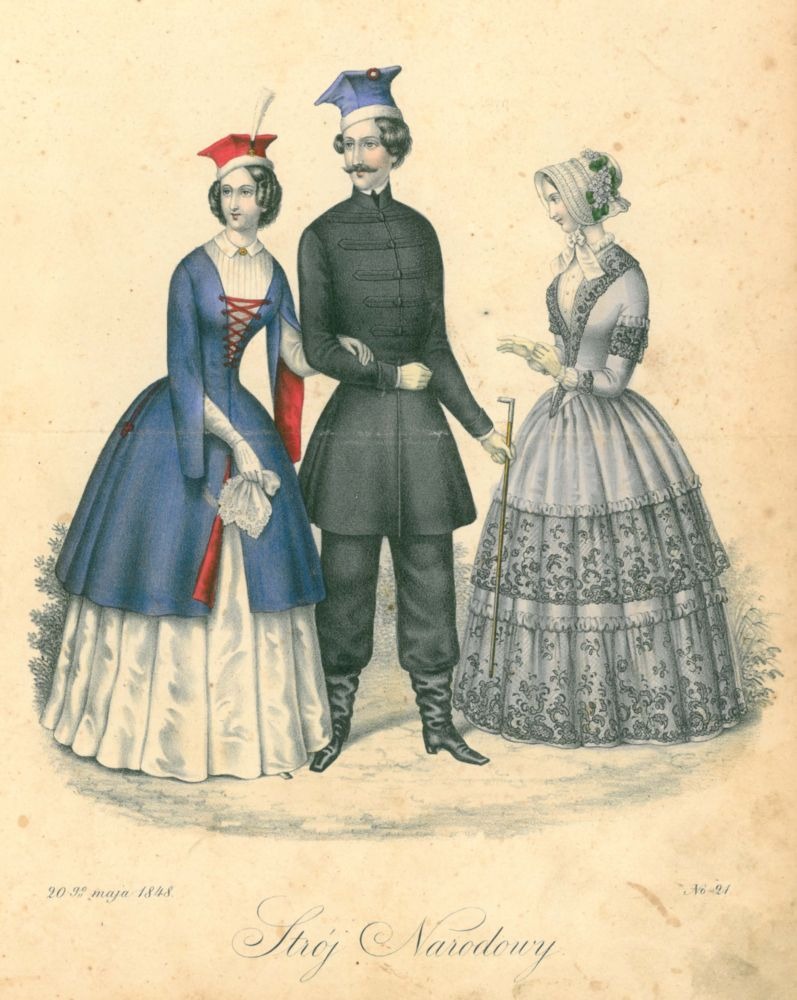